# Železniční trať Kobierzyce – Piława Górna

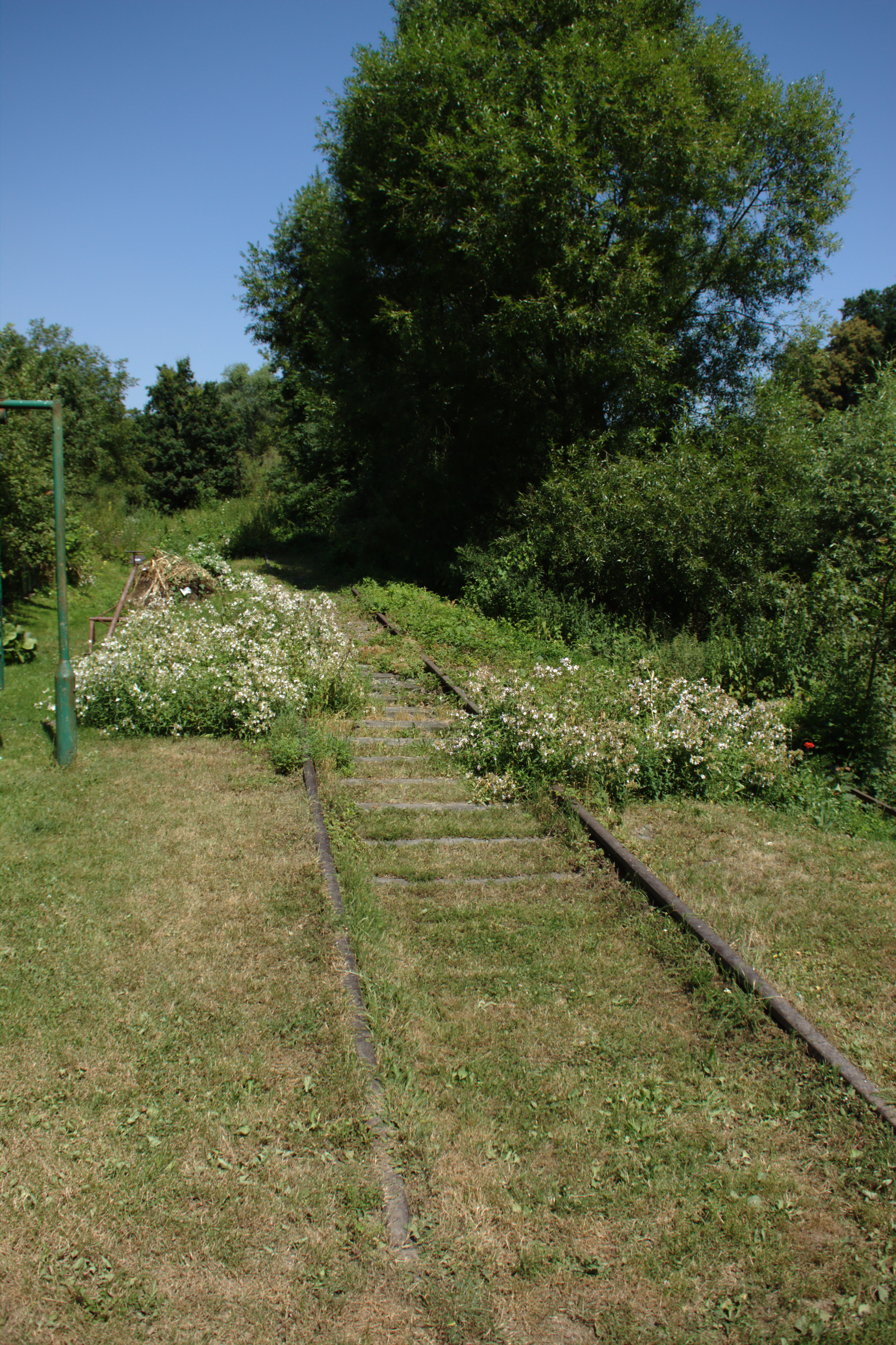
Opuštěná trať východně od Niemczy.

Železniční trať Kobierzyce – Piława Górna (též značena jako trať č. 310) byla železniční trať v Dolnoslezském vojvodství, spojující dvě výše uvedená města. Probíhala severo-jižním směrem (s výjimkou nejjižnější části do Piławy Górnej) a její délka činila 39,395 km.
Na trati se nacházely následující stanice a zastávky: Kobierzyce - Szczepankowice Wrocławskie - Budziszów - Pustków Wilczkowski - Wilczkowice - Jordanów Śląski - Trzebnik - Łagiewniki Dzierżoniowskie - Przystronie Śląskie - Wilków Wielki - Niemcza - Przerzeczyn Zdrój - Piława Górna.

## Historie
Trať byla vybudována v 80. letech 19. století v souvislosti s výstavbou lokálních železničních tratí v rurálních oblastech dnešního Polska. V roce 1883 byla otevřena železniční trať Strzelin - Łagiewniki, a o rok později byla zprovozněna trať i trať do Niemczy, kde se nacházel nemalý cukrovar. Po dalších 10 let sloužila Niemcza jako konečná stanice této trati; až v listopadu 1894 bylo otevřeno prodloužení do Piławy Górnej. Chybějící úsek Łagiewniki - Kobierzyce byl otevřen až v roce 1898. 
Trať byla vážně poškozena v závěru druhé světové války (především mosty). Po roce 1946 byl provoz opět obnoven. 
Osobní doprava byla na trati v provozu až do roku 1995, nákladní do roku 2001. Od té doby trať chátrá, na některých místech byly koleje rozkradeny.[zdroj?]